# Sudety Środkowe

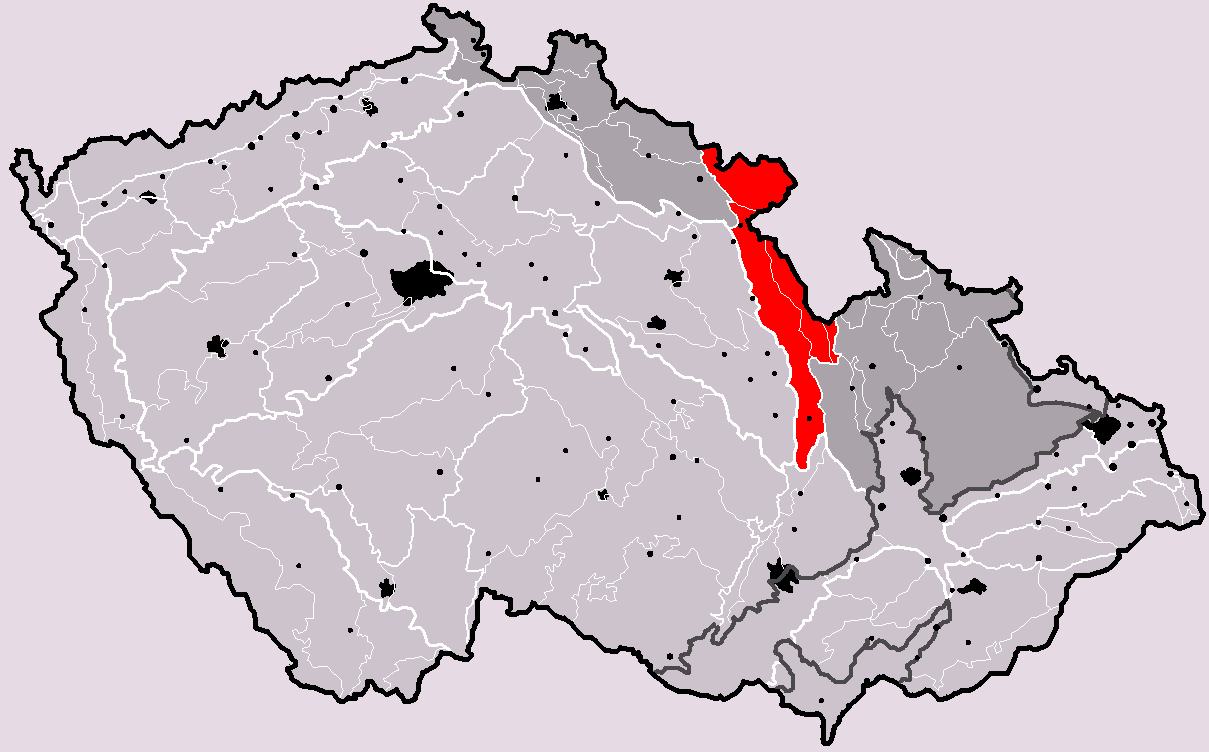
Położenie Sudetów Środkowych w obrębie Czech

Sudety Środkowe (332.4–5) (cz. Orlická oblast, Střední Sudety, Středosudetská oblast, niem. Mittelsudeten) – środkowa część Sudetów w południowo-zachodniej Polsce i w północnych Czechach.

## Położenie
Sudety Środkowe rozciągają się na pograniczu Czech i Polski od Bramy Lubawskiej i rzeki Bobru na zachodzie po Przełęcz Kłodzką i Przełęcz Międzyleską na wschodzie. Na zachodzie graniczą z Płytą Wschodnioczeską i Sudetami Zachodnimi, na północy z Przedgórzem Sudeckim, na wschodzie z Sudetami Wschodnimi, a na południu z Wyżyną Brneńską.

## Podział mezoregionalny
W skład Sudetów Środkowych wchodzą następujące mezoregiony: Brama Lubawska, Góry Wałbrzyskie, Góry Kamienne, Góry Sowie, Góry Bardzkie, Obniżenie Noworudzkie (w tym Wzgórza Włodzickie), Obniżenie Ścinawki (w tym Wzgórza Ścinawskie), Góry Stołowe, Pogórze Orlickie, Góry Orlickie, Góry Bystrzyckie, Kotlina Kłodzka (właściwa Kotlina Kłodzka oraz Rów Górnej Nysy). Starsze publikacje do Sudetów Środkowych zaliczają również Pogórze Wałbrzyskie (zwane też Bolkowsko-Wałbrzyskim).

## Granica
W południowej części przecięte są w poprzek granicą państwową dzielącą Góry Kamienne, Stołowe, Orlickie i Bystrzyckie na część czeską i polską. Większa część Gór Stołowych i Orlickich oraz mniejsza część Gór Bystrzyckich i Kamiennych (Kruczych i Suchych) leży po czeskiej stronie. Po polskiej stronie Sudety Środkowe zajmują powierzchnię 2100 km². Czeska część Gór Stołowych nosi nazwę Broumovska vrchovina, Gór Orlickich – Orlické hory, część Pogórza Orlickiego – Podorlicka pahorkatina.

## Geologia

### Historia geologiczna
Najstarsze utwory, występujące w Górach Sowich, zostały silnie zmetamorfizowane, prawdopodobnie jeszcze w prekambrze.
Później powstały morskie osady budujące dzisiaj Góry Bardzkie i północną część Kotliny Kłodzkiej. Sudety Środkowe zostały wypiętrzone we wczesnym paleozoiku podczas fałdowania kaledońskiego. Wypiętrzenie to poprzedziła metamorfoza wcześniej powstałych skał.
Po tej orogenezie następowało zrównywanie reliefu i sedymentacja nowych osadów, która następowała aż do najniższego karbonu. Kolejne fałdowanie, które wpłynęło na ukształtowanie tego obszaru, to orogeneza hercyńska, w późnym paleozoiku.
Następnie przez ok. 200 milionów lat góry były niszczone przez czynniki zewnętrzne. Równocześnie w obniżeniach następowała sedymentacja grubych warstw skał osadowych i wulkanicznych w warunkach lądowych, w czasie karbonu, permu oraz wczesnego triasu. Są to piaskowce, zlepieńce i łupki z wkładkami węgla, powstałe w warunkach klimatu gorącego i wilgotnego (karbon), piaskowce, łupki zlepieńce z wkładkami wapieni, powstałe w warunkach pustynnych i odznaczające się czerwoną barwą (perm) oraz również pustynne – czerwone piaskowce triasowe.
W ciągu środkowego i górnego triasu, jury oraz dolnej kredy następowało niszczenie wcześniej powstałych skał. W wyniku działania erozji Sudety zostały niemal całkowicie zrównane.
W górnej kredzie nastąpiła transgresja morska, która objęła środkową część Masywu Czeskiego i wcisnęła się w nieckę Sudetów Środkowych. Duża część Sudetów Środkowych została pokryta grubą warstwą osadów piaszczystych.
Nie byłoby Sudetów Środkowych jako pasma górskiego, gdyby nie kolejny okres orogenezy alpejskiej w trzeciorzędzie podczas której, sztywne i grube warstwy skorupy ziemskiej nie zostały sfałdowane, lecz potrzaskane na kilkanaście części, z których każda została wypiętrzona na różną wysokość wzdłuż wielkich, ponad 1000 metrowych uskoków. W ten sposób powstały góry blokowo-zrębowe, składające się z bloków oddzielonych od siebie uskokami i rozległymi kotlinami. Górnokredowa płyta piaskowcowa została dyslokowana, a jej północno-wschodnia część uległa wypiętrzeniu tworząc Góry Stołowe zbudowane z piaskowców. Natomiast rów Górnej Nysy, zbudowany z piaskowców, zlepieńców i łupków został podniesiony na mniejszą wysokość. Mniejsze fragmenty płyty występują w Górach Bystrzyckich, gdzie znajdują się na różnych wysokościach. Podczas orogenezy alpejskiej nie zostało wydźwignięte Przedgórze Sudeckie. W czasie orogenezy alpejskiej nasiliły się zjawiska wulkaniczne, które trwały aż do czwartorzędu. Ich pozostałością są magmowe wylewy bazaltowe – skały wylewne.
Po zakończeniu orogenezy alpejskiej w całych Sudetach nastał proces erozyjnego niszczenia gór przez czynniki zewnętrzne – wietrzenie (erozja rzeczna) i sedymentacja osadów rzecznych, lodowcowych (przyniesionych przez lodowce skandynawskie) oraz eolicznych (naniesionych przez wiatr na przedpolu lodowca) w epoce lodowcowej. Osady lodowcowe powstały jedynie w dolinie Bystrzycy oraz w Kotlinie Kłodzkiej, gdzie lądolód wkroczył przez obniżenie Przełęczy Kłodzkiej. Szersze rozprzestrzenienie, zwłaszcza w Kotlinie Kłodzkiej, mają osady eoliczne – lessy, a w dolinach dawnych rzek piaski i żwiry.

### Budowa geologiczna

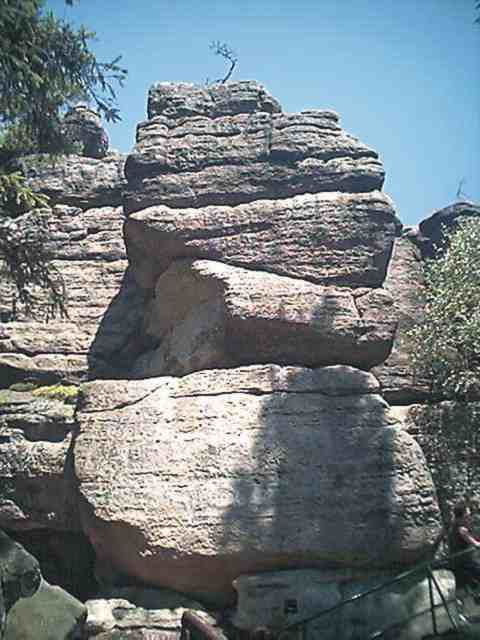
Góry Stołowe – forma skalna z piaskowca ciosowego na Szczelińcu Wielkim

Sudety Środkowe to typowe góry zrębowe, obcięte od północy i południa uskokami. Pod względem geologicznym przedstawiają strukturę nieckowatą, której oś przebiega równolegle do głównego kierunku zrębu sudeckiego (z północnego zachodu na południowy wschód). Na obrzeżach niecki od północy znajduje się gnejsowa kra sowiogórska Gór Sowich, a od południa masywy Gór Orlickich i Bystrzyckich zbudowane z prekambryjskich skał metamorficznych, głównie łupków i gnejsów z małym obszarem granitowej intruzji w okolicach Kudowy wieku karbońskiego. Nieckę wypełniają warstwy dewońskie, karbońskie i permskie. Na dnie niecki występują, mało odporne warstwy karbońskie (z wkładkami węgla kamiennego), które wyłaniają się na jej brzegach tworząc obniżenia śródgórskie Bramy Lubawskiej i Obniżenia Noworudzkiego. W permie powstały wylewne intruzje magmowe: żyłowe, warstwowe i gniazdowe, z których powstały porfiry, budujące wzniesienia Gór Wałbrzyskich i Kamiennych. Na południe i wschód od nich leży kilkusetmetrowa płyta piaskowców górnokredowych, budująca Góry Stołowe. Południowo-wschodnią część rowu tektonicznego Nysy Kłodzkiej wypełniają zwięzłe skały osadowe – piaskowce, zlepieńce i łupki. We wschodniej części pojawiają się ścięte uskokami, hercyńskie struktury fałdowe Gór Bardzkich zbudowane ze zwięzłych skał osadowych poprzecinanych prostopadłymi uskokami do głównego kierunku rozciągłości. Wygląd Sudetów Środkowych jest wynikiem długotrwałych procesów górotwórczych i denudacyjnych, kiedy to góry były wypiętrzane, a następnie niszczone. Różnorodne skały różnego wieku tworzącą tzw. mozaikową budowę geologiczną.

### Rzeźba
Jest to obszar gór średnich o budowie zrębowej. Składają się z wielu grup i pasm górskich, które poprzecinane są dolinami rzek oraz kotlinami śródgórskimi i przełęczami. Przeważają tu długie grzbiety o łagodnych stokach i płaskich wierzchowinach, ponad nimi wznoszą się łagodne kopuły szczytów. W większości pasm górskich zbocza południowe są dość łagodne, natomiast północne są bardziej strome. Uwaga ta nie dotyczy Gór Stołowych, których stoliwo opada stromymi ścianami ze wszystkich stron, oraz wzniesień Gór Kamiennych i Wałbrzyskich, zbudowanych ze skał wulkanicznych. W trzeciorzędzie w wyniku dyslokacji wytworzyło się zapadlisko zwane Rowem Górnej Nysy, które dało początek Kotlinie Kłodzkiej, Sudety Środkowe są niższe od Sudetów Zachodnich i Wschodnich. Tylko w niewielu miejscach przekraczają wysokość 1000 m.

## Krajobraz

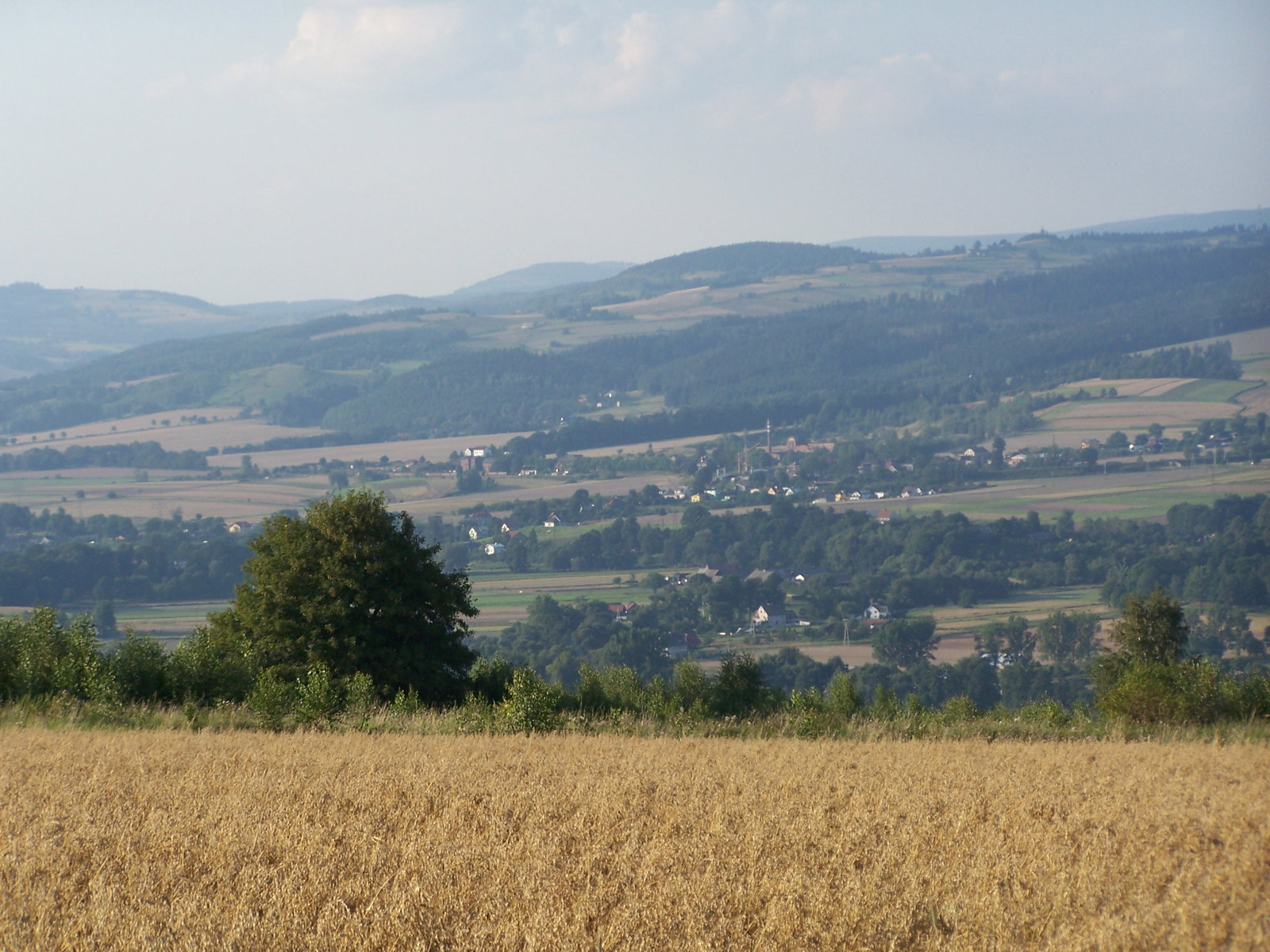
Wzgórza Włodzickie, krajobraz z okolic Nowej Rudy

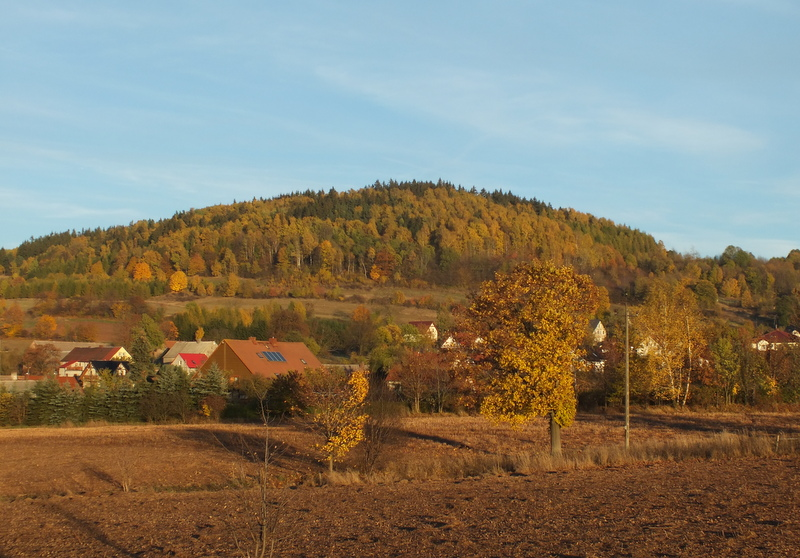
Jesień w Górach Kruczych – Przedwojów na tle Długosza

Kontrast między stromymi stokami i łagodnymi grzbietami jest typowym elementem krajobrazu Sudetów Środkowych. Obok pasm górskich występują rozległe kotliny otoczone ze wszystkich stron górami. Odwadniające je rzeki przebijają się przez góry głębokimi przełomami. Budowa geologiczna i długa przeszłość wykształciła różne typy krajobrazów i form terenu, od rozległych masywów górskich, po kopulaste, wzniesienia i masywy obcięte kuestami, strome ściany skalne, duże kotliny śródgórskie i liczne przełęcze.
Sudety Środkowe są najniższą częścią Sudetów. Najwyższym ich szczytem jest Wielka Desztna w Górach Orlickich (1115 m n.p.m.), zaś po polskiej stronie – Orlica. Drugim najwyższym pasmem są Góry Sowie, osiągające kulminację na Wielkiej Sowie (1015 m n.p.m.). Poziom powyżej 900 m n.p.m. osiągają wzniesienia w Górach Stołowych, Kamiennych oraz Bystrzyckich. W Górach Wałbrzyskich tylko szczyty Chełmca i Borowej przekraczają 800 m n.p.m. Góry Bardzkie są natomiast znacznie niższe, a ich szczyty wznoszą się nieco ponad 700 m n.p.m.
Sudety Środkowe są bardzo zróżnicowane pod względem nie tylko wysokości, ale też pod względem rzeźby i budowy geologicznej. Znajdują się tutaj jedyne w Polsce góry płytowe jakimi są Góry Stołowe, najstarsze góry w Polsce – Góry Sowie – zbudowane z archaicznych gnejsów, a także Góry Kamienne, których ostre szczyty zbudowane są z powulkanicznych porfirów i melafirów. Góry porośnięte są lasem świerkowym, z rzadko występującymi naturalnymi buczynami. Punkty widokowe znajdują się na wieżach widokowych, na skałkach, polanach szczytowych lub zboczach. W Górach Stołowych wyniesione płyty skalne są naturalnym tarasem widokowym na całe Sudety od Karkonoszy po Sudety Wschodnie.
Doliny śródgórskie są w znacznym stopniu zurbanizowane i gęsto zaludnione.

## Wody
Grzbietem Sudetów Środkowych biegnie granica wododziału między zlewiskiem Morza Bałtyckiego i Północnego wody z północnych stoków, będąc dopływami Odry, spływają do Bałtyku, a z południowych, będąc dopływami Łaby, do Morza Północnego.
Największymi rzekami Sudetów Środkowych są Nysa Kłodzka i Bóbr. Mniejsze ważne rzeki i potoki to:
Nysa Szalona (dopływ Kaczawy), Strzegomka (dopływ Bystrzycy), Bystrzyca, Ścinawka, Bystrzyca Dusznicka (dopływ Nysy Kłodzkiej), Bystrzyca Łomnicka, Łomnica, Dzika Orlica, Zadrna, Pełcznica (dopływ Strzegomki).
Z Sudetów Środkowych Odrę zasilają rzeki: Nysa Kłodzka, Bystrzyca, Bóbr.
Łabę zasilają rzeki: Upa, Metuje i Orlica (powstała z połączenia Dzikiej i Cichej Orlicy).

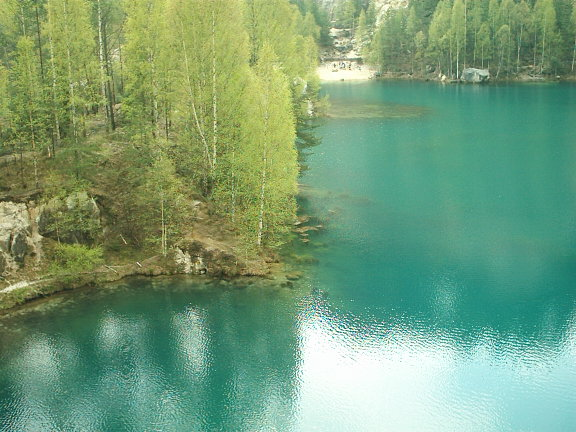
Jezioro powstałe w zalanym kamieniołomie koło Adrszpachu

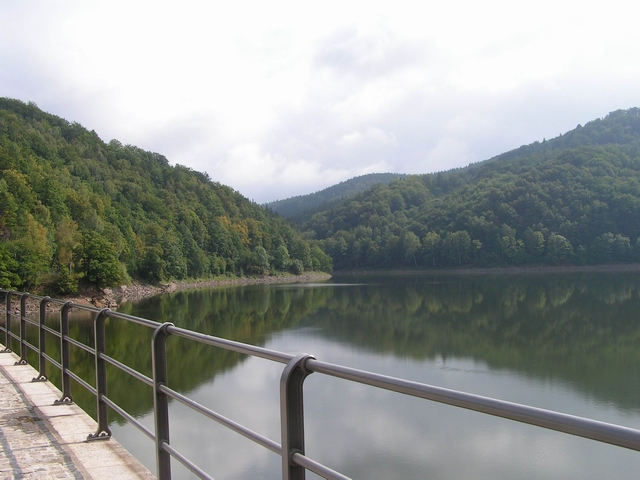
Zaporowe Jezioro Bystrzyckie i przełom Bystrzycy

Rzeki Sudetów Środkowych płynęły niegdyś po pagórkowatej wyżynie. W czasie orogenezy alpejskiej część z nich porzuciła swe dawne koryto, a niektóre wcinały się w wypiętrzające się masywy górskie, rozcinając skały podłoża o różnej odporności. W ten sposób powstały liczne przełomy antecedentne. Najbardziej znane przełomy w Sudetach Środkowych:
- przełom Nysy Kłodzkiej przez Góry Bardzkie,
- przełom Ścinawki przez Góry Kamienne,
- przełom Włodzicy przez Wzgórza Włodzickie,
- przełom Bystrzycy przez Góry Sowie,
- przełom Bystrzycy Dusznickiej (Piekielna Dolina) między Szczytną i Polanicą-Zdrój,
- przełom Metui przez Adršpašskoteplické skály,
- przełom Dzikiej Orlicy przez Góry Orlickie

### Zbiorniki wodne
Jeziorka naturalne z wodami stojącym występują na torfowiskach wysokich w Górach Bystrzyckich, na torfowiskach w Górach Stołowych.
Zbiorniki sztuczne są to przede wszystkim zbiorniki retencyjne. Pod koniec XIX i na początku XX w. zaczęto budować zbiorniki retencyjne na głównych rzekach sudeckich. Celem ich budowy było uregulowanie i opanowanie łatwo wzbierających rzek górskich. Później zaczęto budować zbiorniki także dla potrzeb przemysłu i jako zbiorniki wody pitnej. Z czasem zbiorniki zaczęto wykorzystywać w celach rekreacyjnych.
- na Bystrzycy – Jezioro Bystrzyckie (Jezioro Bystrzyckie)
- na Bobrze – zbiornik Bukówka
- na Strzegomce – zbiornik Dobromierz
- na Metui – zbiornik Rozkosz w okolicach Náchodu
- na Cerwenohorskym Potoku – Zalew Radkowski w Radkowie u podnóża Gór Stołowych

## Klimat
Klimat Sudetów Środkowych kształtowany jest przez morskie masy powietrza mimo niedużych wysokości określa się jako umiarkowany, środkowoeuropejski, górski z wpływami oceanicznymi. Jest surowy a opady wysokie. Temperatura obniża się wraz z wysokością, ale rosną opady gwarantuje to dobre warunki śniegowe zimą. Zima jest surowa i śnieżna. W kotlinach górskich i niższych partiach oraz na pogórzu, średnie temperatury są wyższe a klimat ciepły i wilgotny. Typowo górski klimat występuje tylko w szczytowych partiach gór. Występują tu typowe piętra klimatyczne. Najwięcej śniegu zimą, jest w Górach Orlickich i Bystrzyckich (w Zieleńcu), oraz w wyższych partiach Gór Sowich i Kamiennych. Zachmurzenie: średnie występuje w okresie jesienno-zimowym, najmniejsze w lecie. Opadom często towarzyszą gwałtowne burze z wyładowaniami. Zachmurzenie: średnie występuje w okresie jesienno-zimowym, najmniejsze w lecie.

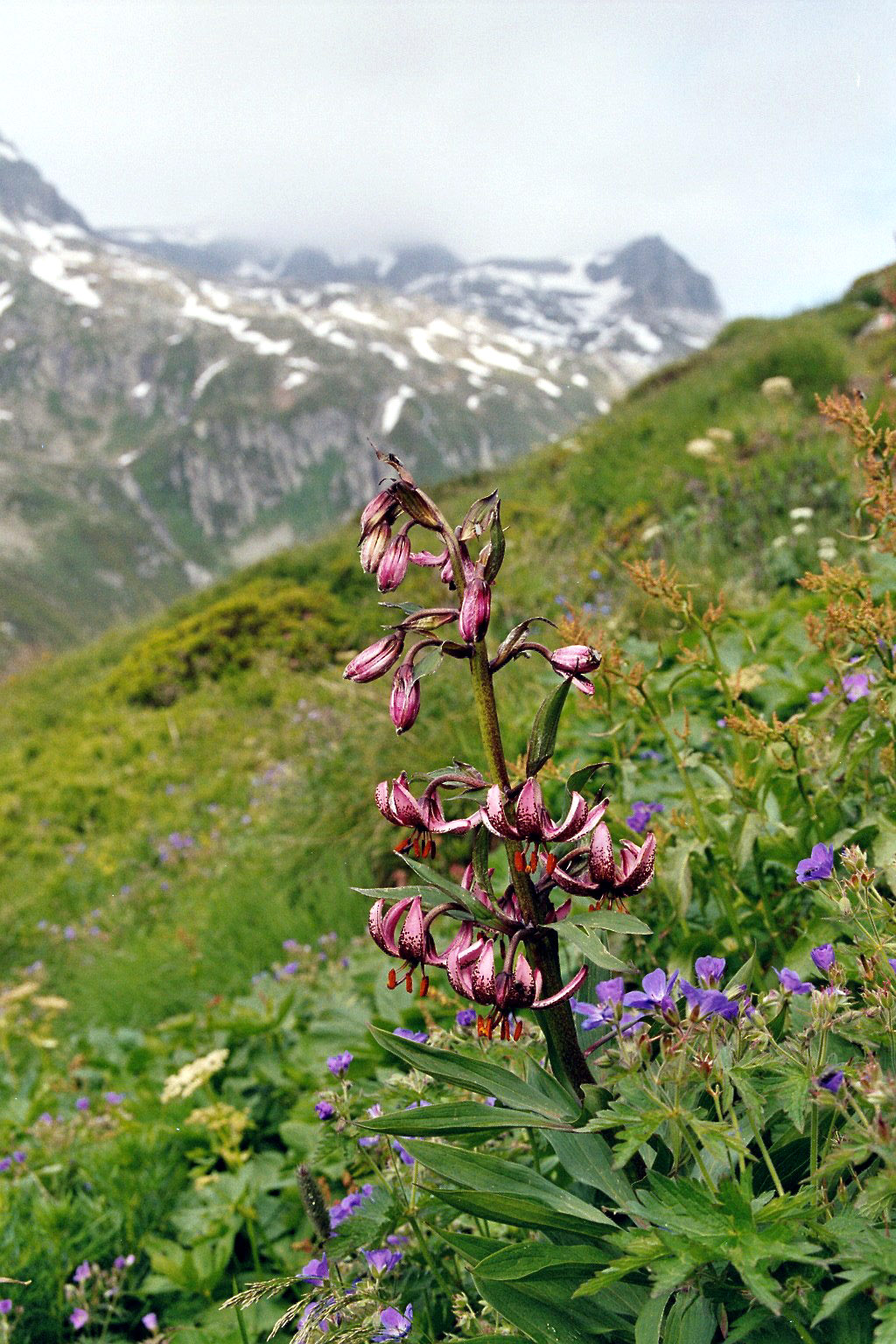
Lilia złotogłów, roślina pod ochroną ścisłą

- maksimum termiczne: lipiec-wrzesień, średnia temperatura ok. 16 °C
- minimum termiczne: styczeń-luty, średnia temperatura powietrza ok. –6 °C
- średnia temperatura roczna w piętrze 400–500 m oscyluje w granicach 7 °C
- czas trwania zimy: 14–16 tyg.
- okres wegetacyjny:
  - w kotlinach rozpoczyna się w drugiej dekadzie kwietnia i trwa ok. 210 dni.
  - w szczytowych partiach pod koniec kwietnia i trwa ok. 170 dni
- lato termiczne:
  - w kotlinach ok. 8 tyg.
  - w partiach szczytowych ok. 6 tyg.
- opady roczne:
  - w kotlinach 750–850 mm
  - w górach ponad 1000 mm
  - maksimum opadowe: lipiec
  - minimum opadowe: luty
- wpływ wysokości na temperaturę
  - na każde 100 m wzniesienia temperatura w piętrze górskim średnio obniża się o ok. 0,5–1,0 °C
- zaleganie śniegu:
  - w partiach szczytowych do 100 dni (na zalesionych stokach północnych do początku maja)
  - w kotlinach do 50 dni
- dominujące wiatry: południowo-zachodnie w szczytowych partiach przeważają wiatry zachodnie.

## Flora i fauna

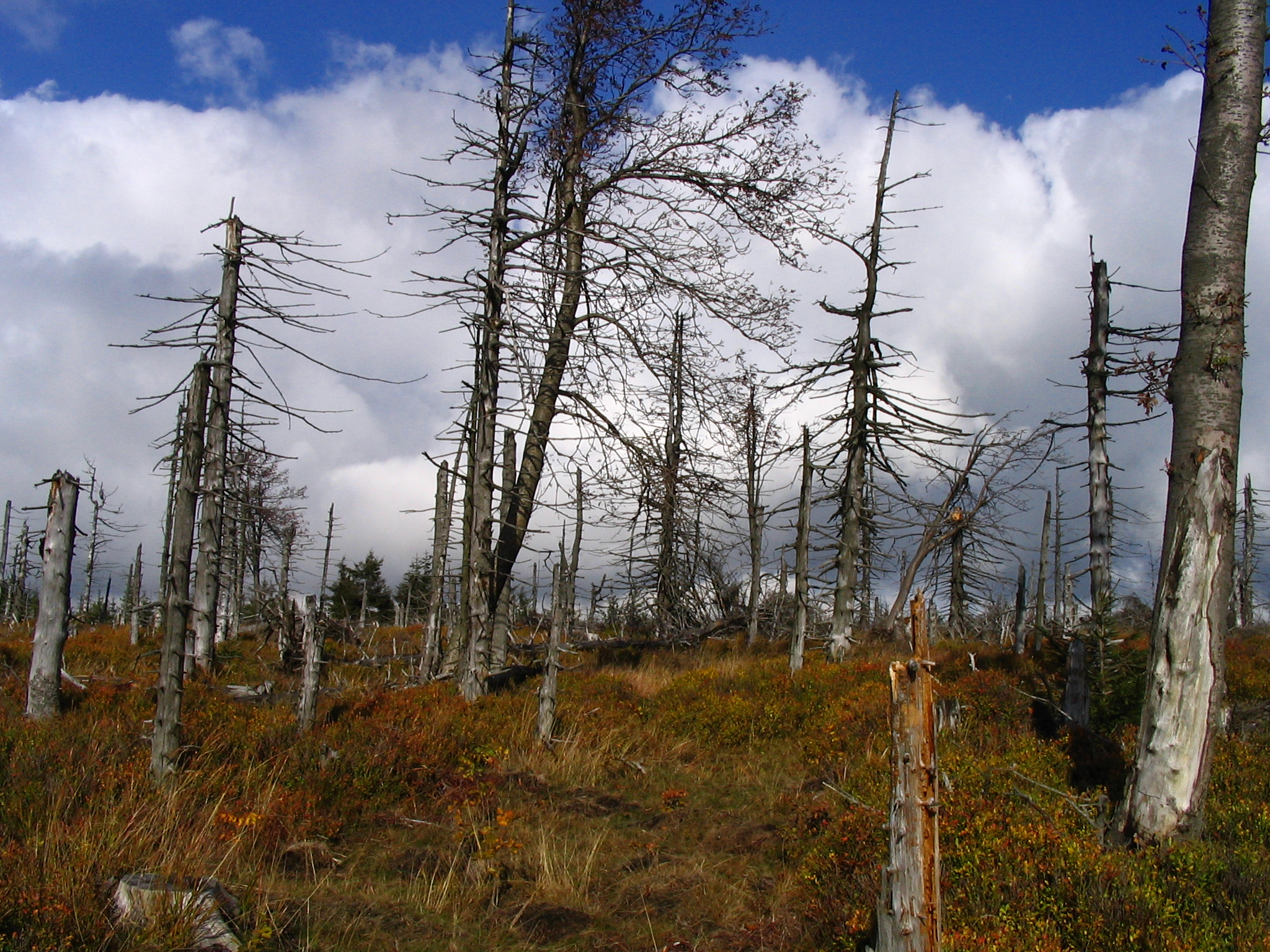
Wielka Sowa, zniszczenia ekologiczne lasu

### Roślinność
Wysokie opady, umiarkowane średnie temperatury roczne, położenie oraz wysokość względna terenu tworzą specyficzne warunki dla flory fauny. Surowy, wilgotny i zimny klimat górski ma wpływ na wysokość pięter roślinnych. W Sudetach górna granica lasu znajduje się ponad 200 m niżej niż w Karpatach. Roślinność układa się piętrowo. W kotlinach i dolinach rzecznych występuje typowy las nizinny mieszany oraz tereny uprawne regiel dolny i regiel górny porasta monokultura świerka (niegdyś w reglu dolnym rosły głównie buczyny i lasy jodłowo-bukowe).
Region, cechuje znaczny stopień degradacji środowiska przyrodniczego, przede wszystkim lasów. Przyroda ożywiona Sudetów została silnie przekształcona pod wpływem działalności człowieka. Klęska ekologiczna zniszczyła w szczytowych partiach lasy Gór Sowich i Stołowych. Jednak miejscami zachowały się fragmenty naturalnych zbiorowisk roślinnych, które podlegają ochronie rezerwatowej. Do najcenniejszych zalicza się torfowiska, których największe zespoły znajdują się w Górach Stołowych i Bystrzyckich.

### Zwierzęta
Świat zwierzęcy gór i dolin jest bardzo bogaty, reprezentują go: ssaki, ptaki, płazy, gady, mięczaki, owady i ryby. Pojawienie się niektórych gatunków oraz zwiększenie populacji związane jest z odtwarzaniem się całych ekosystemów, w którego biocenozach dominują owady i małe ssaki. Masowo występują w tutejszych lasach małe drapieżniki. W sztolniach, szczelinach skalnych i wyrobiskach kamieniołomów gnieżdżą się nietoperze. Dobrze zaadaptował się korsykański baran górski – muflon w Górach Bardzkich i Sowich.

## Ochrona przyrody
W Sudetach Środkowych występuje duża liczba gatunków roślin i zwierząt pod ścisłą ochroną gatunkową lub ujętych w Czerwonych Księgach gatunków zagrożonych. W celu ochrony mało zniekształconych ekosystemów lub zagrożonych i rzadkich gatunków, oraz szczególnie cennych składników środowiska należących do przyrody nieożywionej w różnych częściach Sudetów Środkowych utworzono rezerwaty przyrody chronionej i parki krajobrazowe.

### Parki narodowe

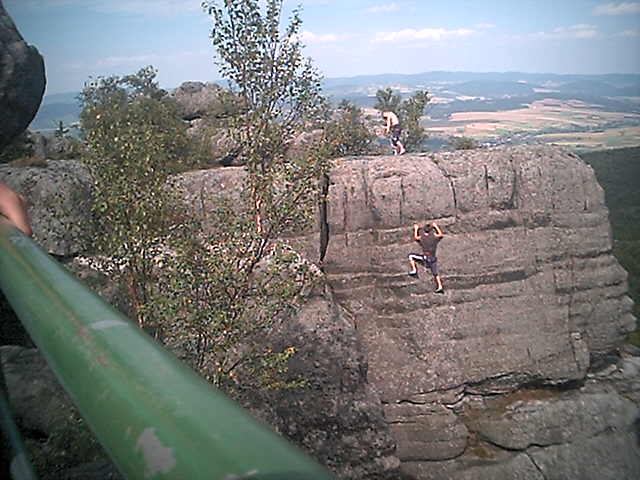
Galeria skalna w rezerwacie Szczeliniec Wielki

- Park Narodowy Gór Stołowych

### Parki krajobrazowe
- Park Krajobrazowy Gór Sowich
- Park Krajobrazowy Sudetów Wałbrzyskich
- Książański Park Krajobrazowy
- Obszar Chronionego Krajobrazu Broumovsko

### Rezerwaty
- Góry Stołowe: Błędne Skały, Wielkie Torfowisko Batorowskie, Szczeliniec Wielki, torfowisko Niknąca Łąka, Wrota Pośny, Adršspasko-Teplickié Skalý, Broumowskie Ściany, Ostaš, Kocie Skały, Borek
- Góry Sowie: Bukowa Kalenica.
- Góry Bystrzyckie: Torfowisko pod Zieleńcem.
- Góry Wałbrzyskie: Góra Choina, Jeziorko Daisy, Przełomy pod Książem.
- Góry Kamienne: Kruczy Kamień, Głazy Krasnoludków.
- Góry Bardzkie: Cisowa Góra, Cisy.

## Ludność
W większości obniżenie zamieszkuje ludność napływowa, po wojnie przybyli tu osadnicy z centralnej Polski, przymusowi polscy wysiedleńcy z Kresów oraz osoby powracające z emigracji zarobkowej z zachodniej Europy (głównie polscy górnicy pracujący we Francji, którzy osiedlili się w okolicach Nowej Rudy i Wałbrzycha). Większość ludności zamieszkuje w środowisku wiejskim.

### Większe miasta
Na obszarze Sudetów Środkowych znajdują się m.in. takie miasta, jak Kłodzko, Bystrzyca Kłodzka, Międzylesie, Szczytna, Radków, Polanica-Zdrój, Duszniki-Zdrój, Kudowa-Zdrój, Bardo Śląskie, Nowa Ruda, Lubawka, Bolków, Głuszyca, Jedlina-Zdrój, Wałbrzych, Szczawno-Zdrój, Mieroszów, Chełmsko Śląskie, Kamienna Góra, Świebodzice. Po czeskiej stronie natomiast leży: Žamberk, Vamberk, Náchod, Broumov, Teplice nad Metují, Police nad Metují, Meziměstí i Adrszpach.

### Uzdrowiska
Jedlina-Zdrój, Polanica-Zdrój, Duszniki-Zdrój, Kudowa-Zdrój, Lądek-Zdrój, Długopole-Zdrój, Szczawno-Zdrój.

### Miejscowości i miejsca z zabytkami i bogatą historią
Bolków, Kamienna Góra, Krzeszów, Chełmsko Śląskie, Lubachów, Zagórze Śląskie, Walim, Głuszyca, Nowa Ruda, Wambierzyce, Srebrna Góra, Kłodzko, Szczytna, Świebodzice, Sokołowsko.

## Zabytkowe obiekty

### Budowle

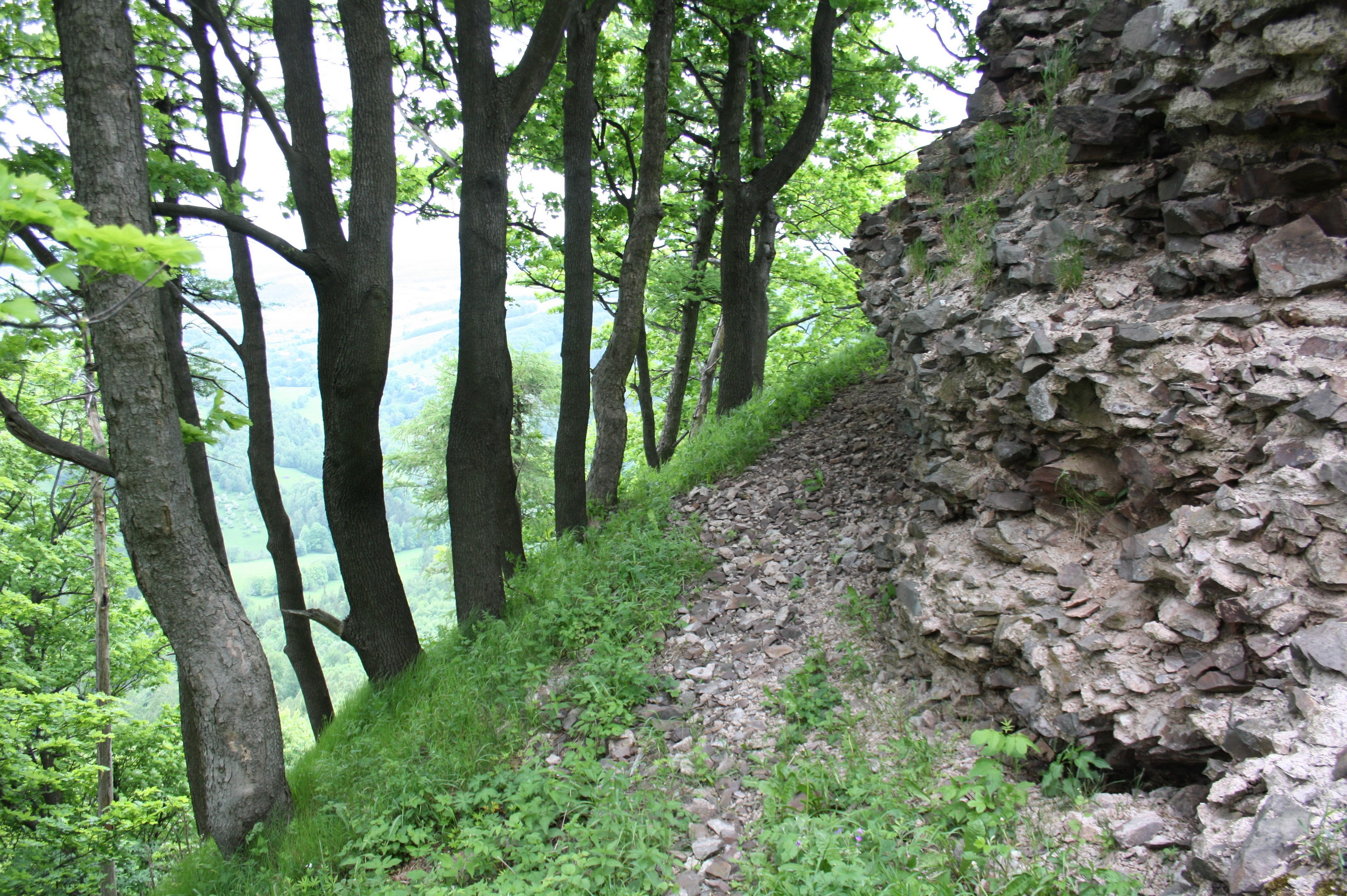
Zamek Rogowiec, ruiny

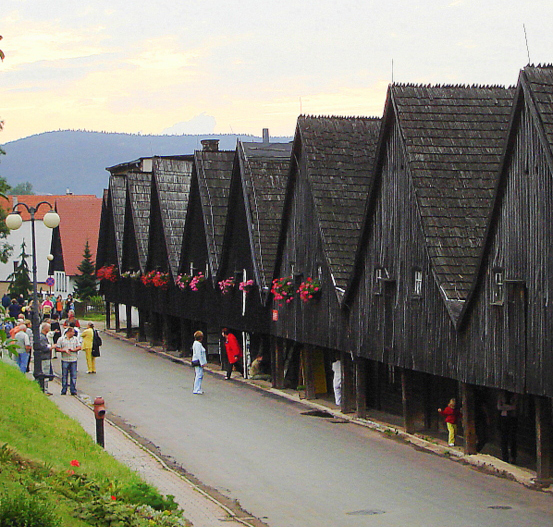
Domki tkaczy w Chełmsku Śląskim

Twierdza Srebrnogórska, Twierdza Kłodzka, Zamek Książ, Opactwo cystersów w Krzeszowie, Bazylika w Wambierzycach, Zamek Grodno, młyn papierniczy – Muzeum Papiernictwa w Dusznikach-Zdroju, Zamek Leśna w Szczytnej. Zabytkowe wiadukty kolejowe i tunele kolejowe, Zespół Drewnianych Domów („Dwunastu Apostołów”) w Chełmsku Śl., Domy Tkaczy w Międzylesiu. Ponadto jest tu duża liczba zabytkowych pałaców, kościołów, budowli, starych kamiennych monolitowych krzyży nieznanego przeznaczenia, określanych często błędnie jako krzyże pokutne ew. pojednania, kaplic i kapliczek przydrożnych.

### Ruiny zamków
Zamku Radosno, Zamku Rogowiec, Zamku Nowy Dwór, Zamku Stary Książ, Zamku Cisy, Zamek Grodztwo pozostałości ruin po zamku Quingenburg na Garncarzu, Zamku Szczerba, Zamku Homole, Zamku Kapitanowo w Ścinawce Średniej.

### Inne ruiny
Forty (np. Fort Wilhelma, Fort Fryderyka, Fort Karola), ruiny chat pasterskich pod Waligórą

## Komunikacja
Sieć komunikacyjna jest dobrze rozwinięta, co stworzyło dogodne warunki dla rozwoju gospodarczo-przemysłowego regionu i rozwoju turystyki. Przez Sudety Środkowe przechodzą cztery drogi krajowe, w tym trzy o statusie europejskim, oraz dobrze rozwinięta sieć dróg wojewódzkich i lokalnych. Przez Sudety prowadzi też kilka szlaków kolejowych o znaczeniu międzynarodowym i lokalnym, choć kilka z nich pod koniec XX w. zostało wyłączonych z eksploatacji.

### Sieć drogowa
drogi krajowe

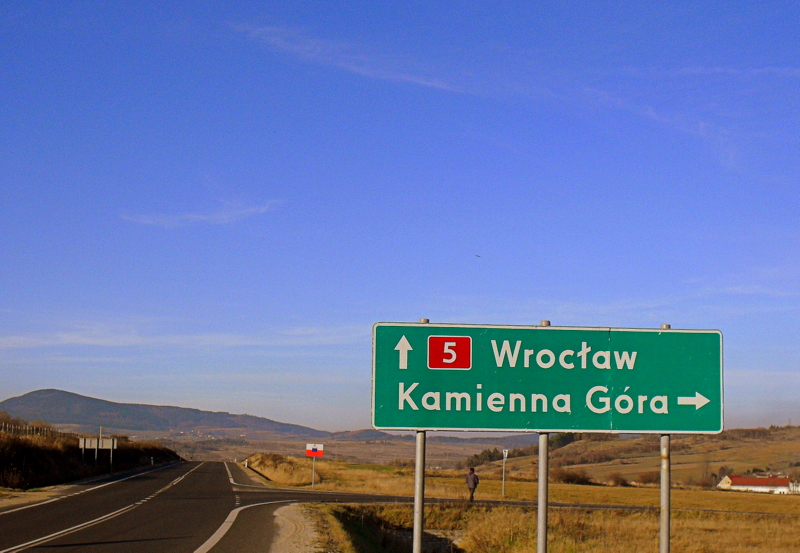
Droga krajowa nr 5

- nr 5 – do przejścia granicznego Lubawka
- nr 8 E67 – do przejścia granicznego Kudowa-Zdrój
- nr 35 – do przejścia granicznego Golińsk
- nr 33 – od drogi krajowej nr 5 E65 w Kłodzku – do przejścia granicznego Boboszów

drogi wojewódzkie
- nr 382 – od drogi krajowej nr 8 w Ząbkowicach Śląskich do drogi wojewódzkiej nr 374 w Stanowicach
- nr 389 – od drogi krajowej nr 8 na Przełęczy Polskie Wrota do drogi krajowej nr 33 w Międzylesiu
- nr 388 – od drogi krajowej nr 33 w Bystrzycy Kłodzkiej – do drogi wojewódzkiej nr 387 w Ratnie Dolnym.
- nr 387 – od drogi krajowej nr 8 w Kudowie-Zdroju – do drogi wojewódzkiej nr 385 w Ścinawce Górnej
- nr 384 – od drogi wojewódzkiej nr 385 w Wolibórzu do drogi krajowej nr 8 i nr 39 w Łagiewnikach
- nr 385 – od drogi krajowej nr 8 w Jaczowicach do przejścia granicznego Tłumaczów
- nr 381 – od drogi krajowej nr 35 w Wałbrzychu – do drogi krajowej nr 8 w Kłodzku
- nr 383 – od drogi wojewódzkiej nr 382 w Dzierżoniowie do drogi wojewódzkiej nr 381 w Głuszycy
- nr 376 – od drogi krajowej nr 35 w Wałbrzychu do drogi wojewódzkiejnr 367 w Jabłowie
- nr 375 – od drogi krajowej krajowej nr 5 w Dobromierzu do drogi wojewódzkiej nr 367 w Wałbrzychu
- nr 374 – droga wojewódzka łącząca Jawor z drogą drogą krajową nr 35 w Świebodzicach.
- nr 367 – od drogi krajowej krajowej nr 5 w Kamiennej Górze do drogi krajowej nr 35 w Wałbrzychu
- nr 380 – od drogi krajowej krajowej nr 35 w Unisławiu Śląskim do drogi wojewódzkiej nr 381 w Głuszycy
- nr 386 – od drogi wojewódzkiej nr 381 w Gorzuchowie do drogi wojewódzkiej nr 387 w Ścinawce Średniej

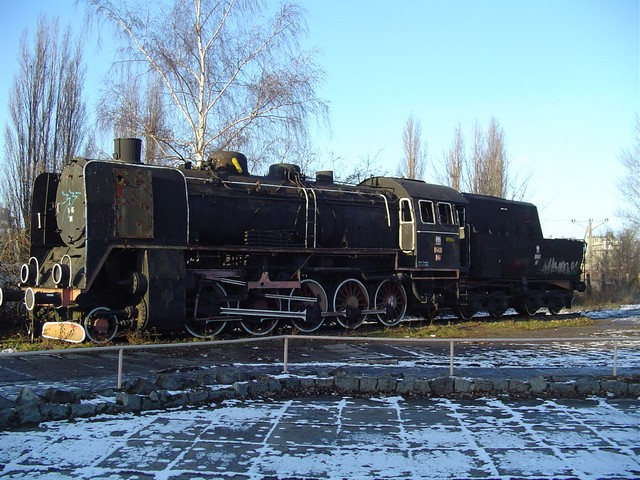
Parowóz Ty-45, takie parowozy obsługiwały śródsudeckie szlaki

- nr 379 – od drogi wojewódzkiej nr 382 w Świdnicy do drogi wojewódzkiej nr 381 w Wałbrzychu

### Szlaki kolejowe
- Wrocław – Międzylesie – szlak o znaczeniu międzynarodowym
- Wrocław – Kudowa-Zdrój – szlak o znaczeniu narodowym
- Kłodzko – Wałbrzych – szlak o znaczeniu regionalnym
- Kłodzko – Radków – szlak wyłączony
- Kłodzko – Stronie Śląskie – szlak wyłączony
- Jedlina-Zdrój – Świdnica – Wrocław – szlak o znaczeniu regionalnym
- Wałbrzych – Golińsk – szlak o znaczeniu międzypaństwowym, wyłączony z eksploatacji
- Kuźnice Świdnickie – Szczawienko – szlak wyłączony
- Ścinawka Średnia – Bielawa – szlak wyłączony
- Ząbkowice Śląskie – Srebrna Góra – Bielawa – szlak wyłączony, torowisko rozebrane

### Przejścia graniczne
Sudety Środkowe graniczą z Czechami. Granica państwowa przechodzi górami w związku z uwarunkowaniami naturalnymi. Obok głównych przejść granicznych jest tu duża liczba przejść lokalnych i turystycznych.
- kolejowe: Międzylesie, Mieroszów, Lubawka
- osobowo towarowe: Boboszów, Kudowa
- osobowe: Tłumaczów, Lubawka, Golińsk
- turystyczne: Kamieńczyk, Niemojów, Mostowice, Zieleniec, Duszniki-Zdrój, Brzozowie, Czermna, Ostra Góra, Radków, Głuszyca Górna, Łączna, Okrzeszyn